# Daniel Ribeiro
Daniel Ribeiro (São Paulo, Brasil, 20 de mayo de 1982) es un director de cine, productor y guionista brasileño.
Con una extensa trayectoria como realizador de cortometrajes es conocido por su trabajo en Café com Leite (2007) y Eu Não Quero Voltar Sozinho (2010) y, especialmente, por su premiado largometraje A primera vista (2014).
Hasta 2018 ha recibido 48 premios en festivales cinematográficos como la Berlinale, el Festival de San Sebastián o el L.A. Outfest.

## Reseña biográfica
Nacido y residente en Sao Paulo, el debut cinematográfico de Ribeiro tuvo lugar en 2004 con el cortometraje Seja Feita a Vossa Vontade.
Durante 2007 codirigió el cortometraje A Mona do Lotação junto a Eduardo Mattos. El mismo año estrenó Café com leite, un cortometraje que mostraba un nuevo modelo de familia en el que dos hombres que deben hacerse cargo de un niño, obtuvo sus primeros premios en festivales cinematográficos.
En 2010 filmó el cortometraje Eu Não Quero Voltar Sozinho que obtuvo un fuerte impacto en YouTube con más de 5.000.000 de reproducciones. Con su temática, centrada en un estudiante de instituto ciego que se enamora de su nuevo compañero de clase frente a los celos de su amiga, obtuvo 21 reconocimientos en festivales de cine de temática LGBT.
Posteriormente, en 2014, con el mismo elenco, un nuevo tratamiento y nuevas subtramas, Ribeiro debutó en el largometraje con A primera vista. Nuevamente obtuvo un amplio número de distinciones en festivales como la Berlinale, el Festival de Cine de San Sebastián o el L. A. Outfest.

## Filmografía
- Seja Feita a Vossa Vontade (cortometraje) (2004)
- A Mona do Lotaçao (cortometraje) (2007)
- Café com Leite (cortometraje) (2007)
- Eu Não Quero Voltar Sozinho (cortometraje) (2010)
- A primera vista (2014)
- Love Snaps (cortometraje) (2016)

## Distinciones
A primera vista (2014)
- Athens International Film Festival (Premio del Público, 2014)
- Festival de Cine de Berlín (Premio Fipresci y Premio Teddy, 2014)
- Festival de Cine Latino Americano de Huelva (Colón de Plata, 2014)
- Festival Internacional de Cine de San Sebastián (Premio Sebastiane,2014)
- Guadalajara International Film Festival (Premio del Público, 2014)
- Honolulu Rainbow Film Festival (Premio Jack Law, 2014)
- L. A. Outfest (Premio del Público, 2014)
- New York Lesbian, Gay, Bisexual, & Transgender Film Festival (Premio del Público, 2014)
- Peace & Love Film Festival (Premio del Jurado, 2014)
- San Francisco International Lesbian & Gay Film Festival (Premio del Público, 2014)
- Torino International Gay & Lesbian Film Festival (Premio del Público, 2014)

Love Snaps (2016)
- Rio de Janeiro International Film Festival (Premio Félix, 2016)